# Villa Castelli
Villa Castelli – miejscowość i gmina we Włoszech, w regionie Apulia, w prowincji Brindisi.
Według danych na rok 2004 gminę zamieszkiwały 8804 osoby, 258,9 os./km².

## Miasta partnerskie
- Kaliwia Thoriku